# Кононів Юрій Миколайович
Ю́рій Микола́йович Кононів (24 квітня 1895, Київ — 27 грудня 1974, Ірвінгтон, США) — організатор українського театру.

## Життєпис
Народився в Києві у родині полковника 129-го Бессарабського полку Миколи Кононева та Олександри, до шлюбу Федорович — всю родину знищили більшовики. Початкову освіту здобув у Волинській духовній школі Житомира, 1912 закінчив 5-ту гімназію у Києві.
1914 вступив у 33-тю бригаду артилерії, у 1915 закінчив «Миколаївське артилерійське училище» з ранґом офіцера, продовжував службу у важкій артилерії. У грудні 1916 поранений на фронті біля Двинська (Даугавпілс, Латвія).
У 1918-20 — сотник Армії УНР, командир 1-го Запорізького важкогарматного полку 2-ї Батареї. Нагороджений Хрестом Симона Петлюри. В 1920-23 перебував у таборах інтернованих у Польщі: Пикуличі, Вадовиці, Щипйорно.

Видатний актор, організатор українського театру. У сезоні 1923/1924 Кононів дебютував як актор в аматорському театрі Драматичного товариства ім. М. Садовського у таборі Щипйорно. 1924 звільнений з табору, працює в мандрівних українських театрах. 1929 як артист у складі Українського театру Івана Когутяка, в сезоні 1930/31 працював в Українському театрі Панаса Карабіневича. 1931 — працівник Українського Подільського театру як директор, і адміністративний керівник трупи Кооперативу «Український театр» у Львові, протегованого Кооперативом Українського народного театру ім. І. Тобілевича. З квітня 1932 Кононів — адміністратор Українського театру під мистецьким керівництвом О. Степового. З 1934 в Українському театрі «Веселка» під керівництвом О. Тимченка. Навесні 1935 разом із дружиною Іванною Кононів — в Українському театрі Івана Когутяка.
У 1935 Юрій Кононів заснував Український театр. Зважаючи на те, що театр потребував коштів, він шукав різні способи утримати трупу, ставив нові популярні драми (зокрема, із репертуару «Заграви» — релігійна містерія «Голгота» Г. Лужницького), залучав нових режисерів, запрошував визначних акторів. Найвідоміший із них був Павло Чугай — колишній актор київського театру М. Садовського (1915—1919). Упродовж 1937—1939 він працював у театрі Ю. Кононева і як актор, і як режисер.
Підтримував і інші театри: у лютому 1939 позичав концесію Українському народному театрові ім. І. Котляревського під патронатом Кооперативу «Український театр» у Львові.
Восени 1939 трупу Кононіва разом із акторами театрів Когутяка, Войтовича, Крижанівського, Стадника та іншими об'єднано в Український державний драматичний театр ім. І. Франка у Станіславові. У 1942—1944 театр відновився як Український театр ім. І. Франка у Станіславові, був одним з найкращих театрів Галичини.
У таборі переселенців Ландеку (Тіроль, Австрія) Кононіви співпрацювали із «березільцями» Й. Гірняком та О. Добровольською. Кононів очолював Український музично-драматичний театр в 1945—1947 роках, працював і як актор.
У грудні 1949 переїхав із дружиною до США, у м. Ньюарк, штат Нью-Джерсі. Коли створено американську філію молодіжної організації Спілки української молоді, Кононів став адміністратором Оселі СУМ в Елленвілі. Був першим головою відновленого 1970 року в США Об'єднання Митців Української сцени. Багаторічний член ОУН. Від 1973 року голова контрольної комісії об'єднання і голова Видавничої комісії видання з історії українського театру «Наш театр: Книга діячів українського театрального мистецтва» (1975—1992).
Помер 27 грудня 1974, похований на українському цвинтарі у м. Саут-Баунд-Брук (штат Нью-Джерсі, США).